# Maximilian von Matt
Maximilian Karel Josef von Matt (30. srpna 1837 Chomutov – 8. ledna 1910 Podbořany) byl rakousko-uherský státní úředník dlouhodobě působící v Čechách. Od roku 1860 zastával nižší funkce na českém místodržitelství v Praze a na různých místech v Českém království. Svou kariéru zakončil jako dlouholetý okresní hejtman v Podbořanech (1887–1899). 

## Životopis
Pocházel z důstojnické rodiny, narodil se jako nejstarší syn c. k. majora Bernharda von Matta (1788–1868) povýšeného v roce 1857 do šlechtického stavu. Po matce Luise (1811–1893) byl potomkem velkostatkářské rodiny Schreiter von Schwarzenfeld. Vystudoval práva a od roku 1860 působil ve státních službách, začínal jako konceptní praktikant u českého místodržitelství, od roku 1863 byl přidělen k okresnímu úřadu v Chebu. V letech 1868–1871 byl adjunktem na českém místodržitelství, poté byl okresním komisařem v Podbořanech a v Kadani. V letech 1882–1884 působil znovu na českém místodržitelství jako tajemník VIII. a později III. odboru. V letech 1884–1887 byl okresním hejtmanem v Aši a nakonec řadu let zastával úřad okresního hejtmana v Podbořanech (1887–1899). V Podbořanech se zúčastnil veřejného života, byl mimo jiné komisařem spořitelny. V roce 1896 obdržel titul místodržitelského rady a v roce 1899 byl penzionován. Při odchodu do výslužby obdržel Řád železné koruny III. třídy (1899).
Byl dvakrát ženatý, obě jeho manželky Karolína (1841–1868) a Johanna (1836) byly dcerami lékaře Antona Richtera. Obě manželství zůstala bezdětná. 
Jeho mladší bratr Alfred (1843–1919) sloužil v c. k. armádě, dosáhl hodnosti polního zbrojmistra a byl sekčním šéfem na ministerstvu války.